# Mark Peattie
Mark R. Peattie (né le 3 mai 1930 à Nice et mort le  22 janvier 2014 à San Rafael, Californie,) est un universitaire, un historien et un japonologue américain, spécialiste du domaine militaire et naval japonais et de l'histoire du Japon impérial.

## Biographie
Professeur émérite à l'Université du Massachusetts (Boston) et chercheur à la Hoover Institution de l'Université Stanford, il était professeur invité à l'Université de Hawaii en 1995.
Peattie était lecteur pour les Columbia University Press, les University of California Press, les University of Hawaii Press, les Stanford University Press, les University of Michigan Press et les U.S. Naval Institute Press.

## Publications
- 1975 - Ishiwara Kanji and Japan's Confrontation with the West.
- 1996 - The Japanese Wartime Empire, 1931-1945 (avec Peter Duus et Ramon H. Myers). Princeton: Princeton University Press.
- 1997 - Kaigun: Strategy, Tactics, and Technology in the Imperial Japanese Navy, 1887-1941 (avec David C. Evans). Annapolis, Maryland: U.S. Naval Institute Press.
- 1998 - Nan'yō: the Rise and Fall of the Japanese in Micronesia, 1885-1945. Honolulu : University of Hawaii Press.  (ISBN 0824810872 et 978-0-824-81087-0); OCLC 16578691
- 2002 - Sunburst: The Rise of Japanese Naval Air Power, 1909-1941